# Acamptini
Los acamptinos (Acamptini) son una tribu de insectos coleópteros curculiónidos. 

## Géneros
- Acamptella
- Acamptopsis
- Acamptus
- Choerorrhynchus
- Menares
- Prionarthrus
- Pseadacamptopsis
- Trachodisca